# Cantone di Ruynes-en-Margeride
Il Cantone di Ruynes-en-Margeride era una divisione amministrativa dell'arrondissement di Saint-Flour.
A seguito della riforma approvata con decreto del 13 febbraio 2014, che ha avuto attuazione dopo le elezioni dipartimentali del 2015, è stato soppresso.

## Composizione
Comprendeva i comuni di
- Celoux
- Chaliers
- Clavières
- Chazelles
- Faverolles
- Lorcières
- Loubaresse
- Rageade
- Ruynes-en-Margeride
- Saint-Just
- Saint-Marc
- Soulages
- Védrines-Saint-Loup